# غابة أركان في المغرب

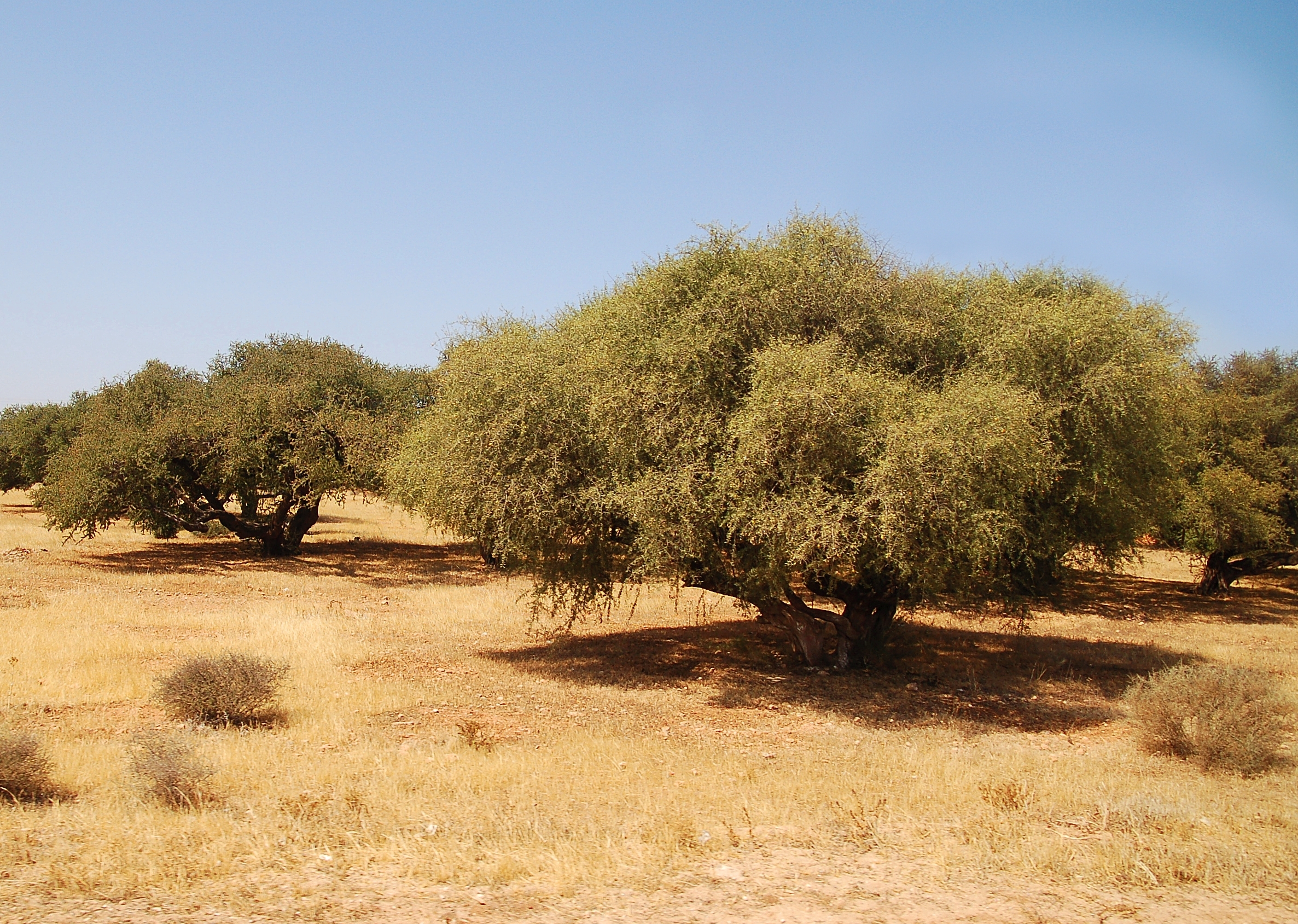
غابة أركان بالصويرة.

تشكل غابة أركان ما نسبته 71% من الغطاء النباتي بمنطقة سوس الأطلس الصغير، وهي ميزة طبيعة تنفرد بها طبيعة المغرب دون سواه. وهي تمثل 18٪ من المساحة الغابوية للمغرب، وهي تشغل حوالي 21.000.000 كيلومتر مربع.
توفر غابات الأركان حطب التدفئة و الكلأ و الثمار التي يستخرج منها زيت أركان، بالإضافة إلى دور مهم يتمثل في اعتبارها حاجزا أساسيا في وجه تقدم ظاهرة التصحر، فهي تعتبر مصدرا اقتصاديا مهما يتمثل في مزاولة أنشطة فلاحية مدرة للدخل لفائدة الساكنة القروية المحلية، رغم تدخل الاستغلال الرأسمالي في استغلال وانتاج الشجرة لفائدة الباطرونا بشكل أكبر، وهي تنتمي لفصيلة الأشجار الصنوبرية، وتستطيع العيش لمدة قرون، ولشجرة الأركان فوائد صحية لا حصر لها، فهي تنشط الدورة الدموية وتحد من أمراض القلب، ولها فوائد مهمة في مجال التجميل والحفاظ على نظارة البشرة ومقاومة لعوامل الأكسدة.
غابات الأركان تنتمي إلى نوع المناخ المتوسطي بل ويمكن أن تتعايش في مناخ شبه قاحل أو حتى في مناخ جاف، نظرا إلى أن متوسط هطول الأمطار السنوي أقل من 500 مليمتر وقد يصل إلى 50 مليمتر في المناطق الأكثر جفافا بالجنوب المغربي من المناطق الإيكولوجية، ودرجات الحرارة بمعدل 18 إلى 20 درجة مئوية.

## المخاطر والتهديدات
وتعرضت غابات أركان على مر السنين لاستغلال مفرط وخطير سواء من طرف رعاة الماشية، أو منتجي حطب الوقود والفحم الخشبي، حتى أنها إنقرضت أو كادت ولم يتم الالتفات إلى وضعيتها في المغرب التي تنذر بالخطر إلا أخيرا حيث اتضح أن تأهيل هذه الشجرة وحمايتها يستوجب تضافرا فعليا وحقيقيا لجهود العديد من الجهات من ضمنها على سبيل المثال لا الحصر مراكز البحث العلمي في المغرب، وإدارة المياه والغابات المغربية ، والتعاونيات النسوية لإنتاج زيت أركان، ورجال الصناعة، و في عام 1999 أصبحت غابة الأركان محمية طبيعية من قبل اليونسكو وتم حظر الاستغلال المفرط لزيت الأركان بشكل صارم، و يتم حمايتها حاليا من خلال ممارسات الحصاد المستدامة وجهود إعادة التحريج الجدية.

### خطوات الحماية

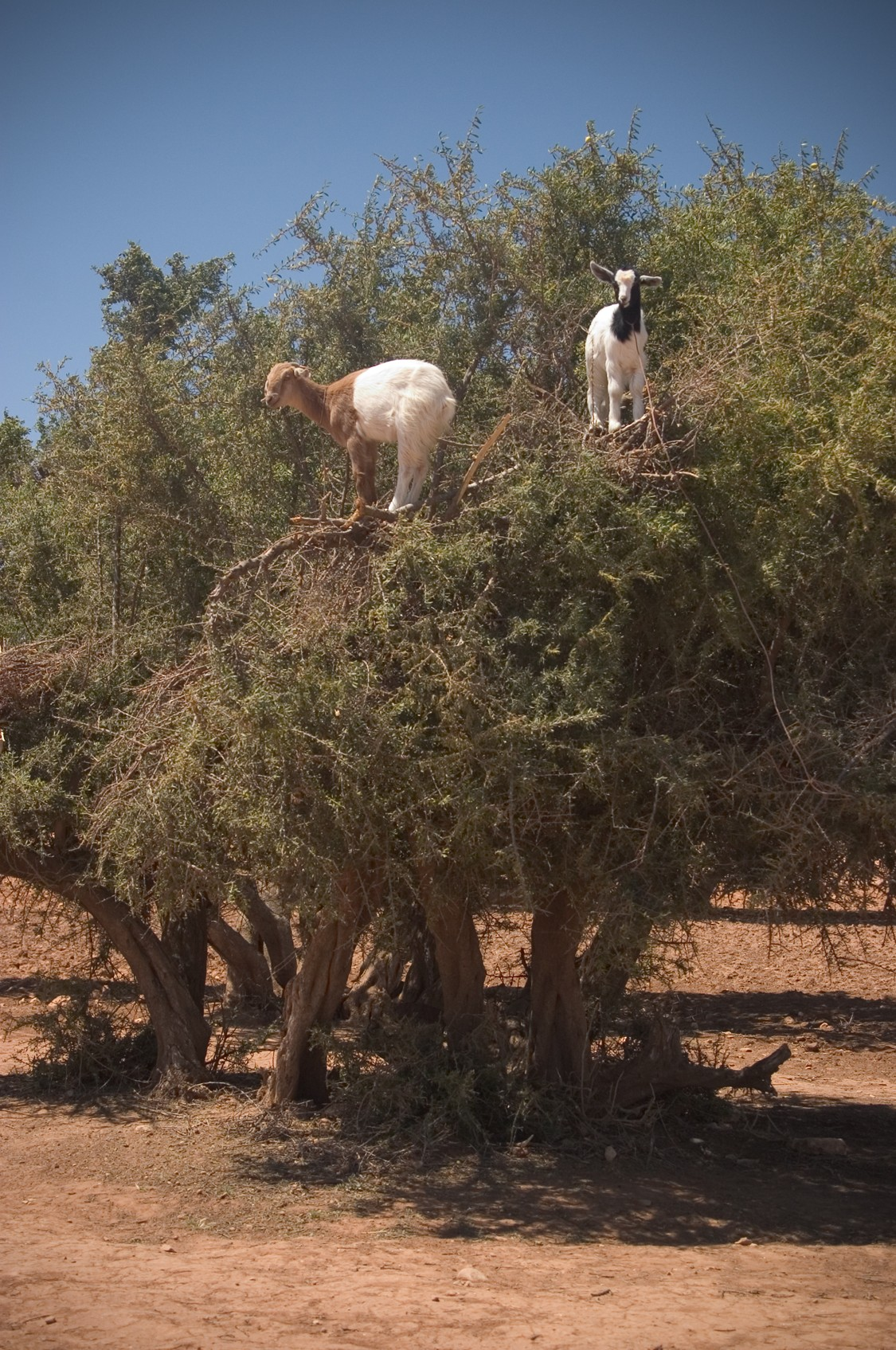
ماعز تتسلق وتأكل البذور من أشجار الأركان.

من اجل الحيلولة دون وقوع كارثة بيئية ضد هذا التراث الطبيعي العالمي، صدر قانون رقم 10 – 06 يتعلق بإحداث الوكالة الوطنية لتنمية مناطق الواحات وغابات الأركان، الصادر بتنفيذه الظهير الشريف رقم 187 – 10 – 1 بتاريخ 7 محرم 1432 (13 دجنبر 2010 ) بالمغرب.الذي نشر بالجريدة الرسمية عدد 5900 بتاريخ 10 محرم 1432 الموافق 16 دجنبر 2010.
ويرى الاخصائي المغربي مصطفى النكار في دراسة انجزها بهذا الخصوص ان انقاد غابة أركان كتراث إنساني كما اقرت بذلك منظمة الامم المتحدة للتربية والثقافة والعلوم يونسكو في شهر دجنبر 1998، لا يتم الا عن طريق تدبير مستدام يرتكز على ثلاثة محاور أساسية:
محاربة التصحر والحفاظ على التنوع البيولوجي لغابة الأركان والتنمية المندمجة للمناطق الغابوية. ويجب أن يكتسي تنفيذ هذا المخطط طابعا استعجاليا، للتدخل في إنقاذ هذا الإرث الطبيعي الذي يعاني من الهشاشة بسبب تدخل العامل البشري والتغيرات الإيكولوجية التي تعرفها المنطقة، كضغط الزحف العمراني.

## الحدود والوصف
غابة أركان هي مكون من شجرة قوية في موقع أيكولوجي هش، جبال الأطلس الصغير إلى الجنوب، منبتها الطبيعي حيث تعطي وتنتج أكثر من أي موقع آخر، يحدها البحر الأبيض المتوسط من الشمال، تحدها الأراضي المشجرة والغابات الجافة من شمال البحر الأبيض المتوسط، ومن الشرق البادية الشمالية من الأحراش ونباتات الحلفاء، ومن الجنوب صحراء الساحل الأطلسي، وعلى الغرب المحيط الأطلسي.

## معرض صور

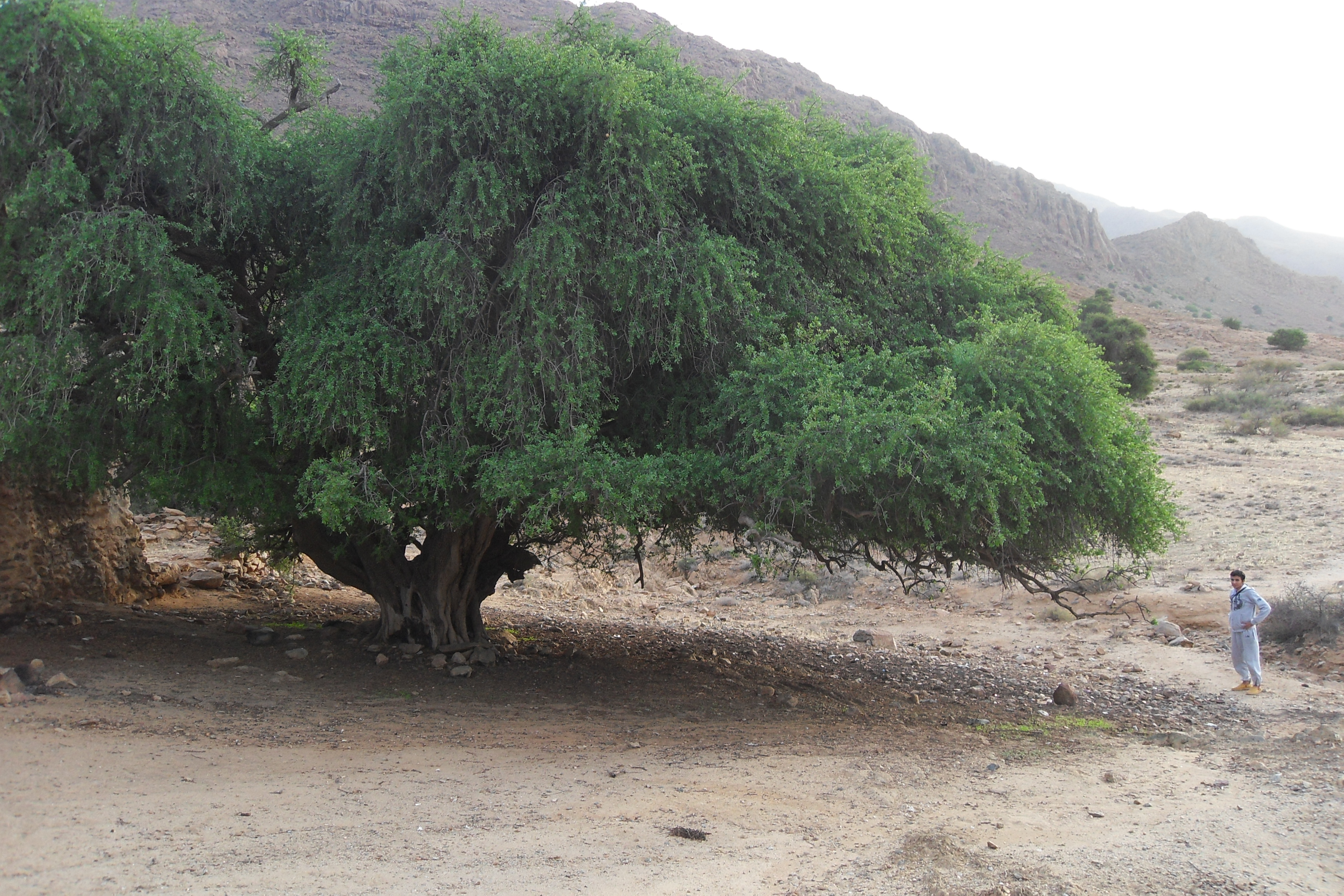
تغراسن
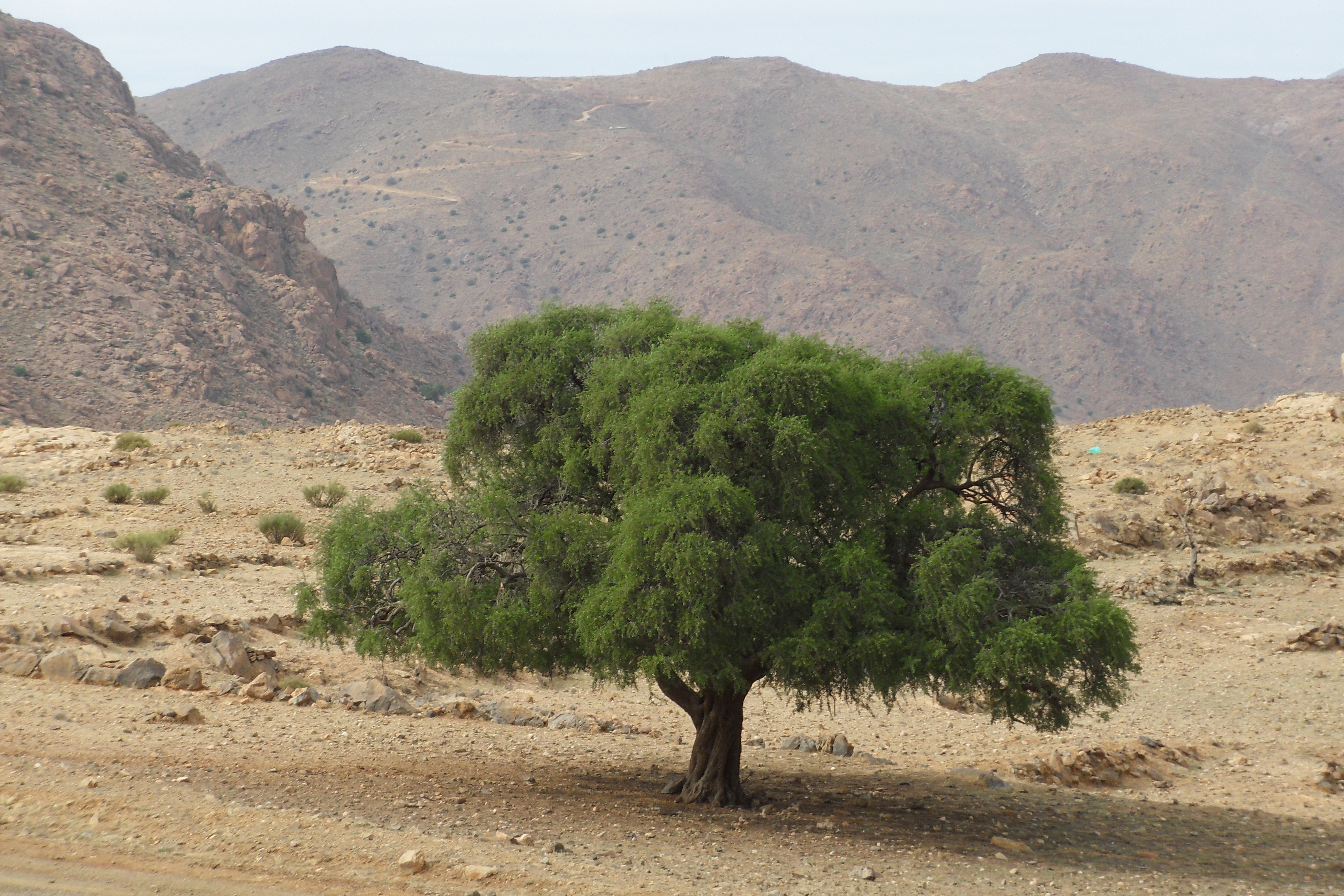
تغراسن
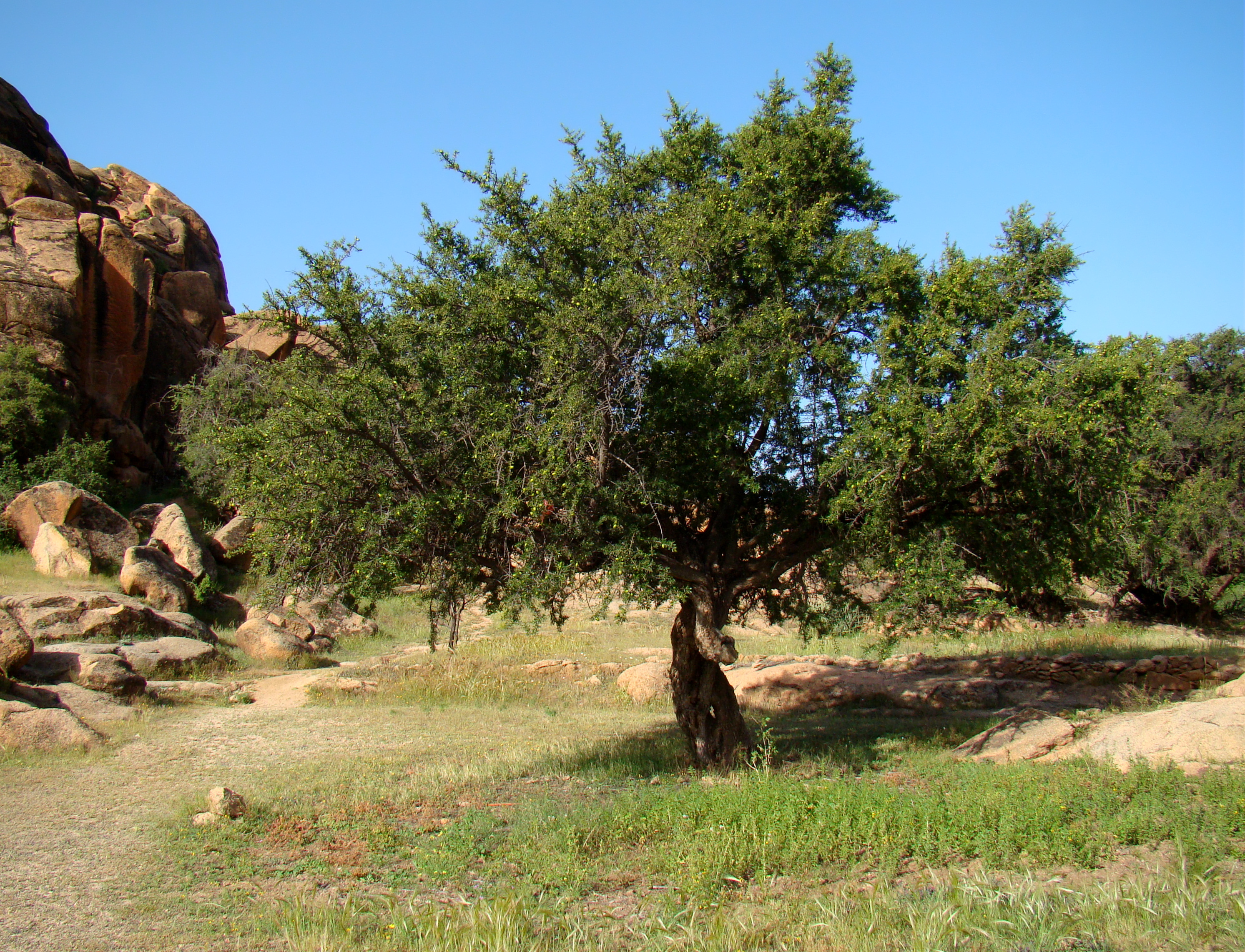
نواحي تافراوت
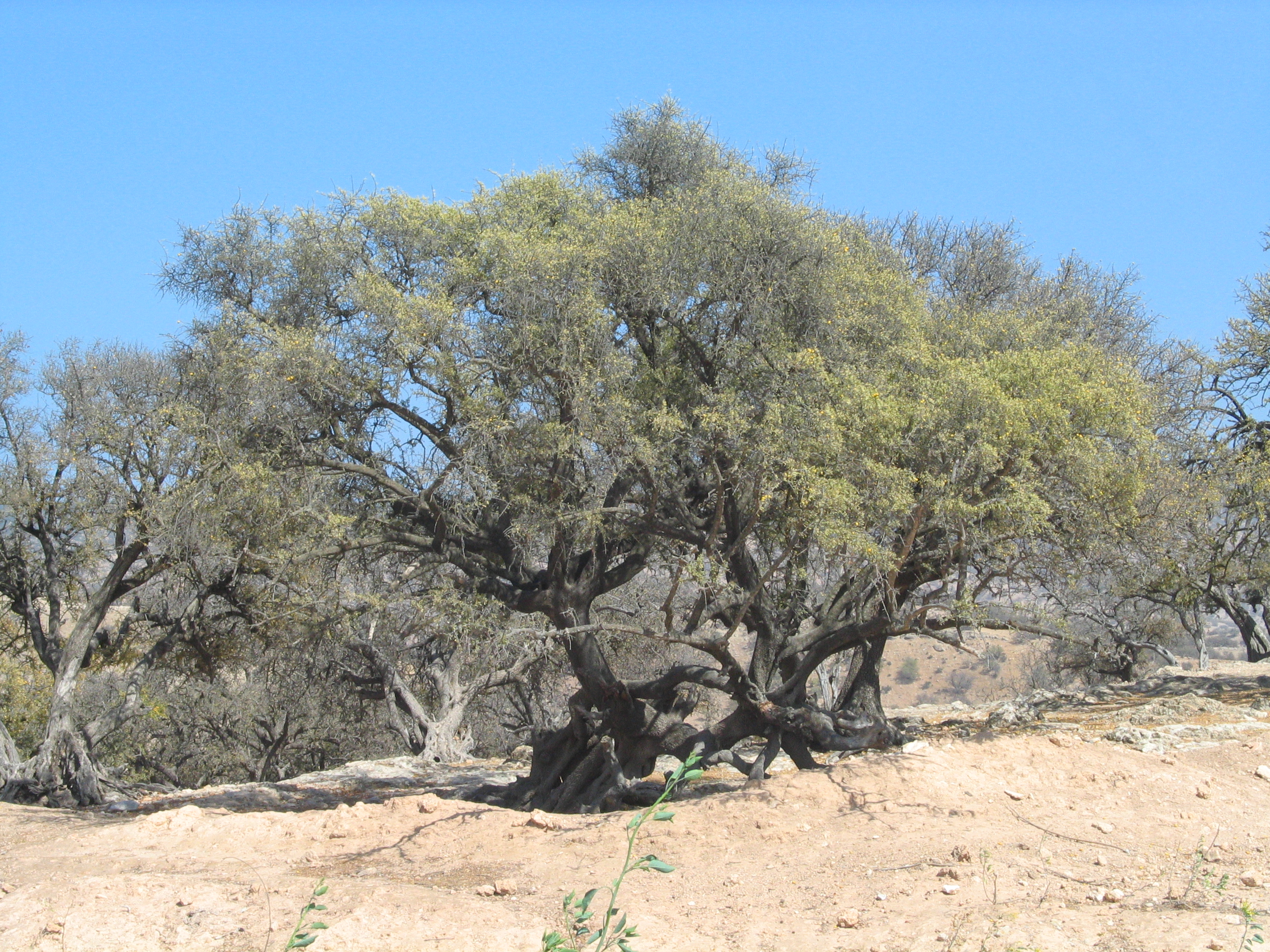
الصويرة
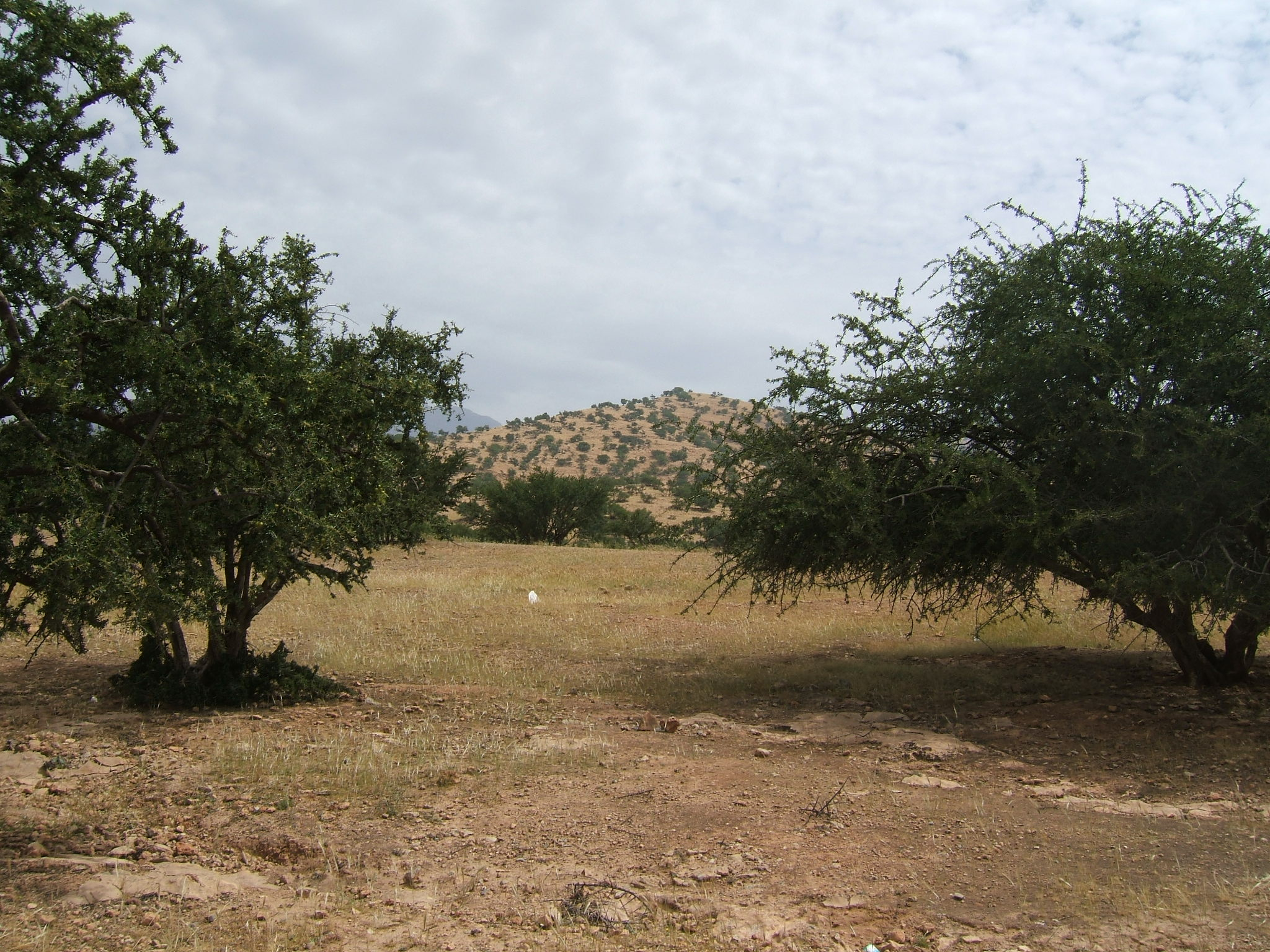
شمال شرق تارودانت، واد سوس
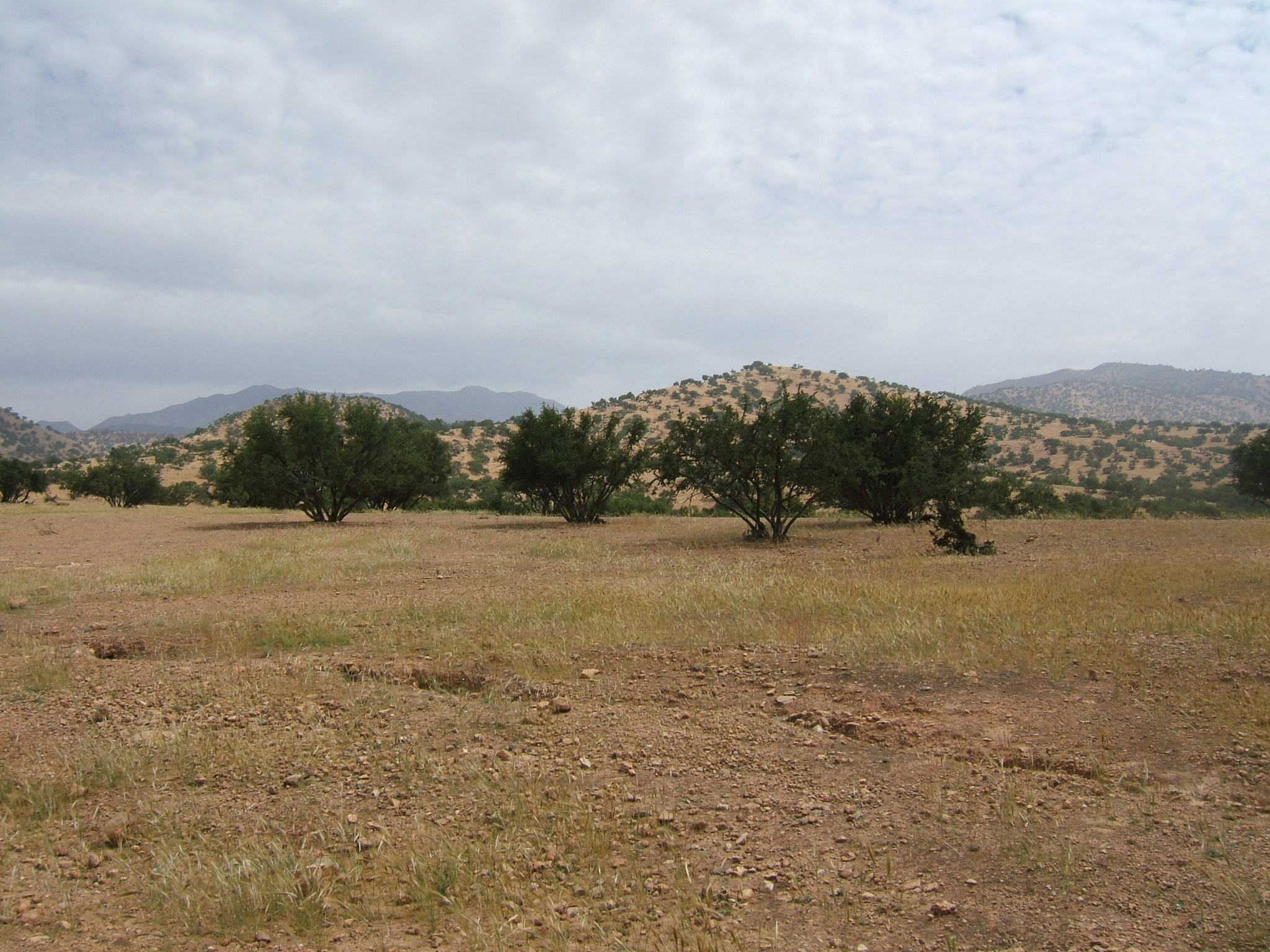
شمال شرق تارودانت، واد سوس
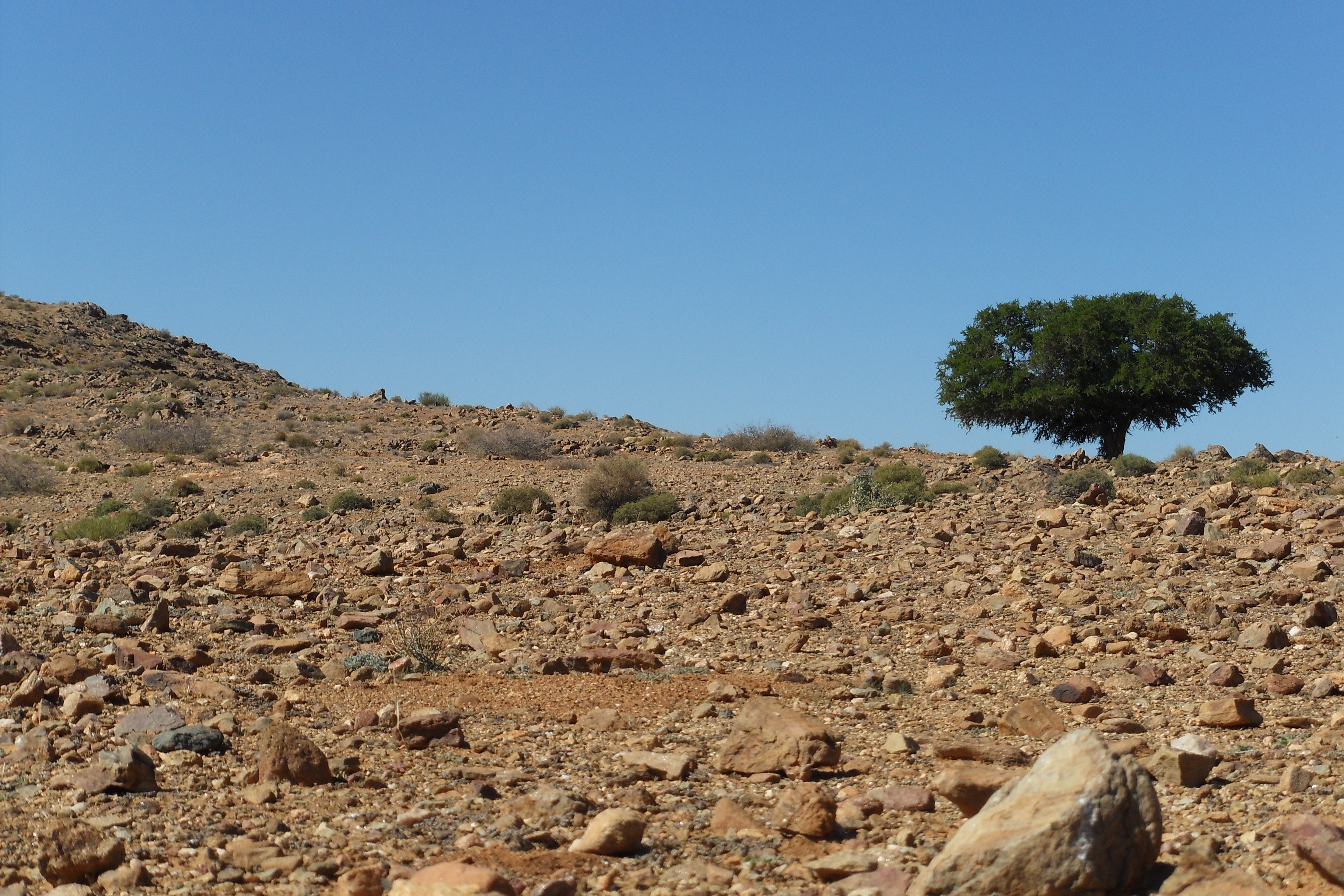
يمكن لشجرة أرغان أن تقف وحيدة لقرون في أي مكان من منبتها الطبيعي الأصلي.
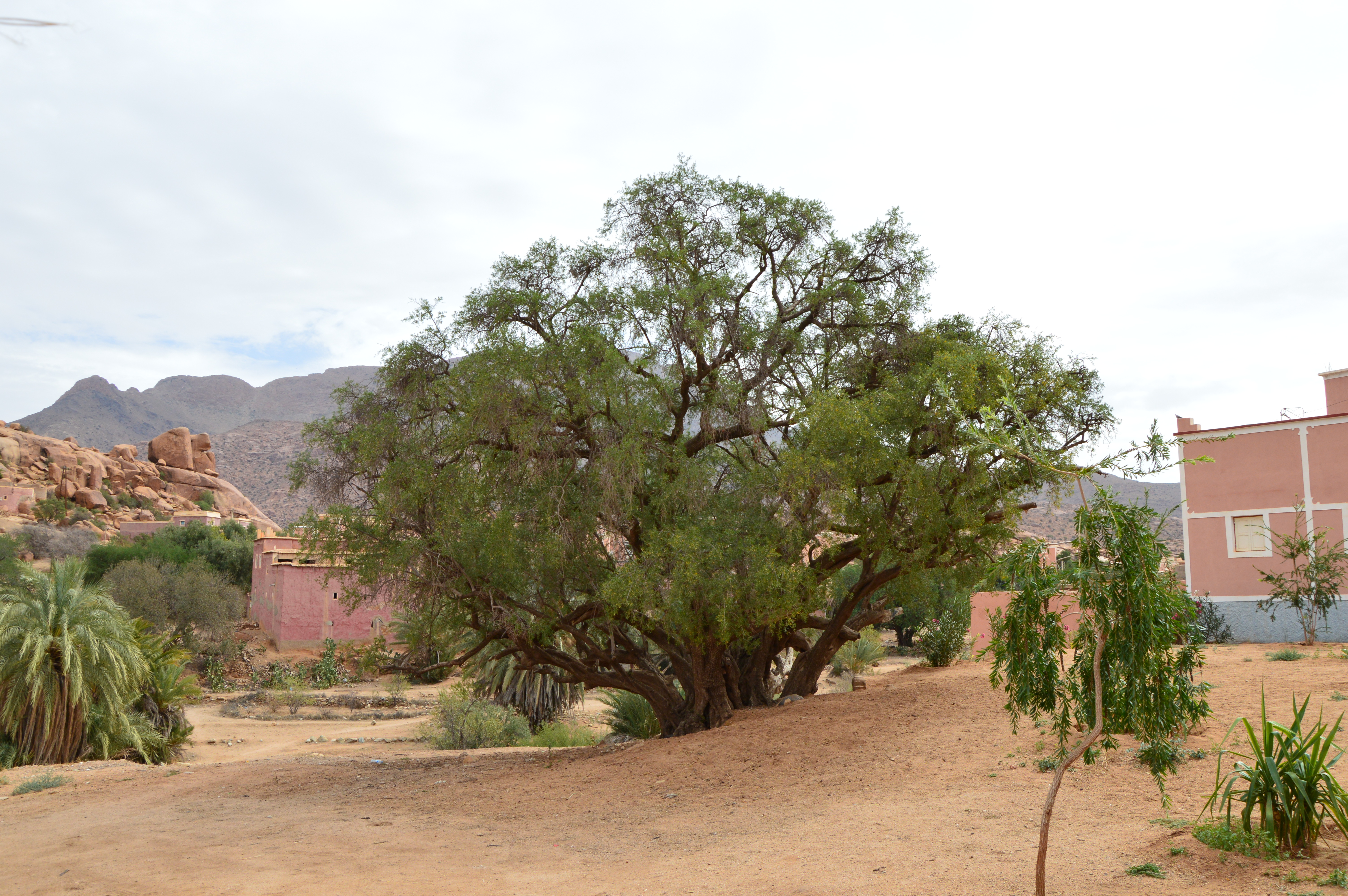
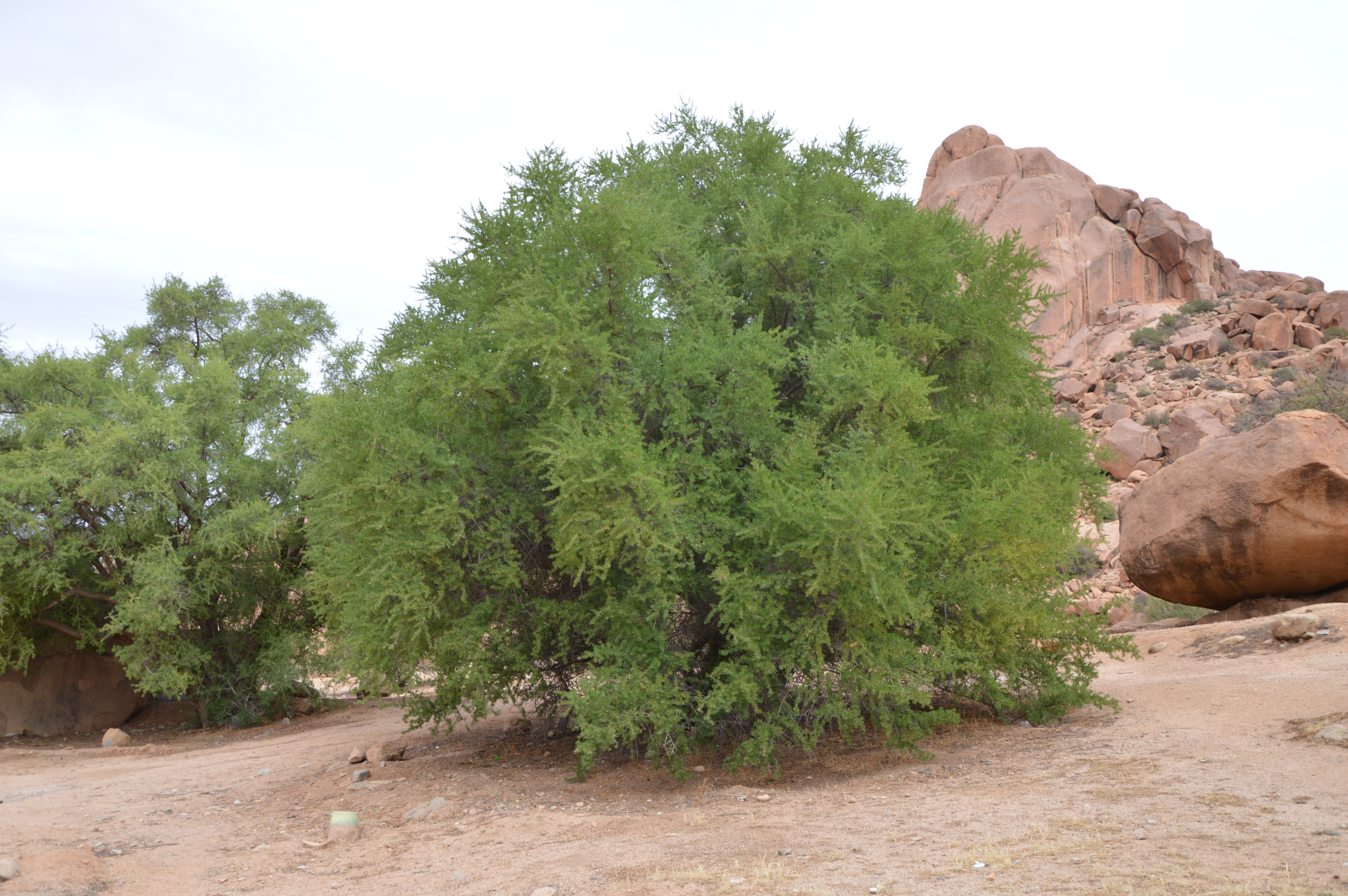
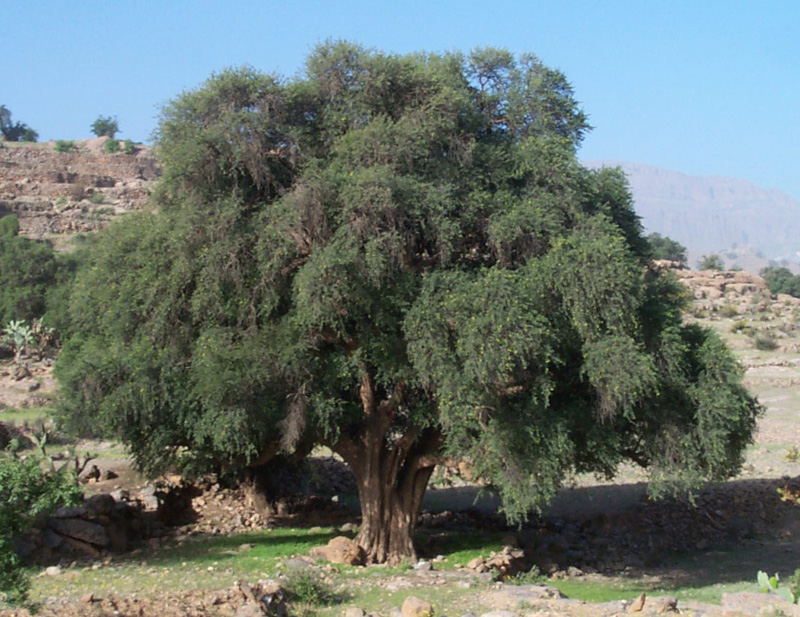

## وصلات خارجية
- مقالة:شجرة «الأركان» في المغرب: غذاء وتجميل واقتصاد اجتماعي وتسويق عالمي
- مصطلح أركان في المعجم العالمي